# Вільям Ґілмор Сіммс
Вільям Ґілмор Сіммс (англ. William Gilmore Simms; 17 квітня 1806, Чарлстон, Південна Кароліна — 11 червня 1870, там само) — американський письменник-романіст, поет, публіцист та історик з американського Півдня. Його твори мали велику популярність у 19 сторіччі, на той час його разом з Едгаром По вважали найкращим романістом США всіх часів.

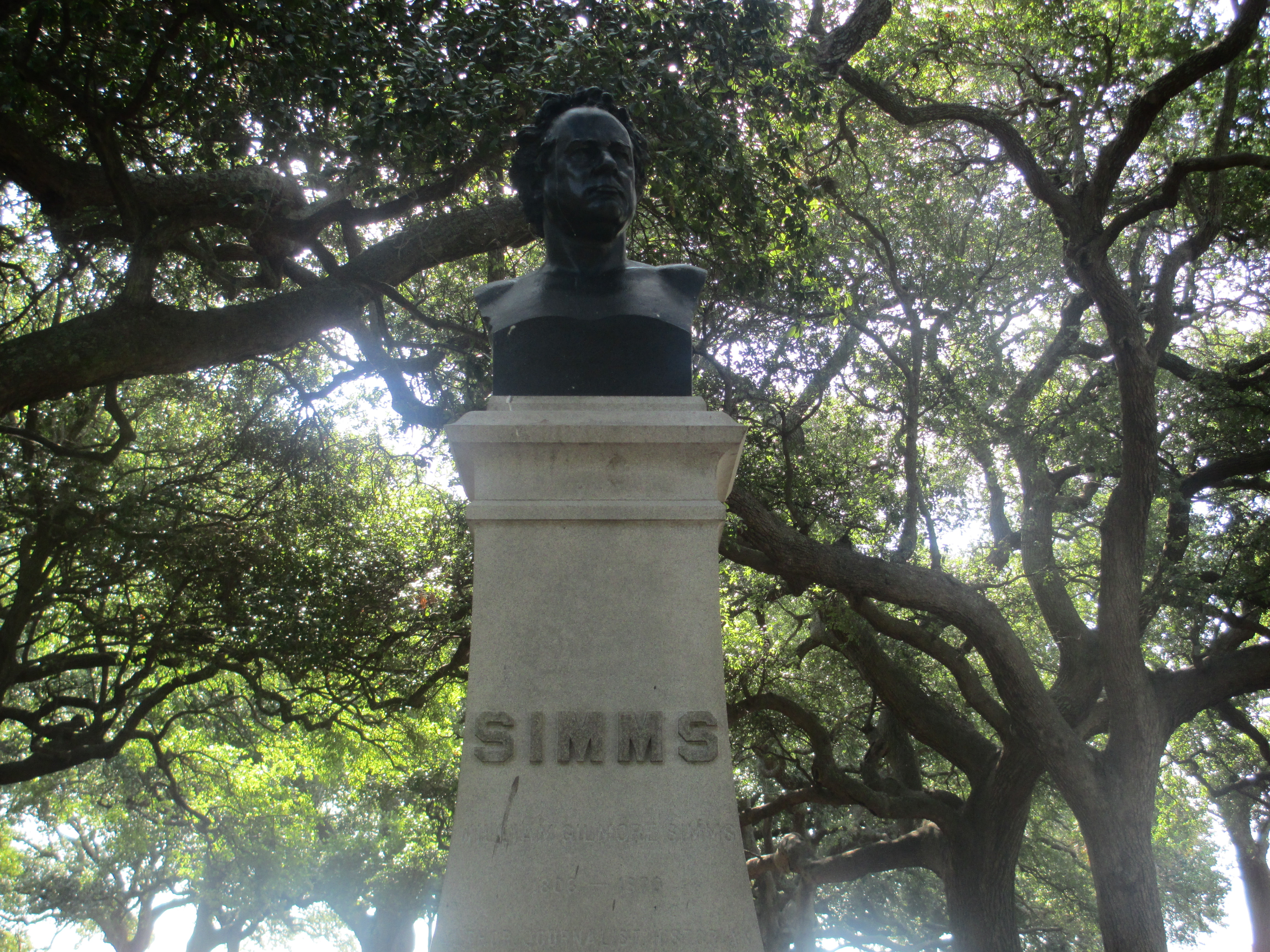
Пам'ятник Вільяму Ґілмору Сіммсу в Чарлстоні

В американському літературознавстві він вважається найпомітнішим письменником серед авторів «південної літератури» в період до Громадянської війни в США.
Він також відомий через його рішучу підтримку рабства в США, та інтенсивну критику роману «Хатина дядька Тома» Бічер-Стоу, у відповідь на який він написав багато критичних відгуків та роман що виправдовує рабовласництво.